# De ruitenwissers
De ruitenwissers is een stripalbum dat voor het eerst is uitgegeven in november 2006 met Edmond Baudoin als schrijver en tekenaar. Deze uitgave werd uitgegeven door Dupuis in de collectie vrije vlucht.